# Ceraeochrysa rochina
Ceraeochrysa rochina är en insektsart som först beskrevs av Luisa Eugenia Navas 1915.  Ceraeochrysa rochina ingår i släktet Ceraeochrysa och familjen guldögonsländor. Inga underarter finns listade i Catalogue of Life.